# Blahó Máté
Blahó Máté (Bisztricska, 1772. március 18. – Liptószentmiklós, 1837. március 21.) evangélikus lelkész, esperes.

## Élete
Miután itthon tanulmányait befejezte, külföldre ment és 1795. október 29-én beiratkozott a wittenbergi egyetemre. 1798-tól Liptószentmiklóson volt 39 évig lelkész és 1820-tól a liptói egyházmegye esperesként működött. 38 ezer forintnyi vagyonát többnyire a liptói tanítók özvegyeinek és árváinak hagyta; ezért arcképét lefestették és a templomban függesztették föl. Nyomtatásban megjelent munkája:

## Művei
- Prédikáció nagy betegsége után. (Hely n. 1816.)
- Igen fontos apostoli kérés Krisztus felmagasztalása emlékére. (Besztercebánya. 1819.)
- Konfirmációi beszéd áldozócsütörtökön. (Lőcse, 1825.)
- Pünkösdi prédikáció. (Uo. 1825.)
- A hibbei új templom fölszentelésekor prédikáció. (Uo. 1827.)
- Nabozne kazanj na wssecky nedele. Lemberg, 1824–29. Négy kötet. (Prédikácziók az összes vasárnapokra és ünnepekre.)

Művei mind szlovák nyelvűek.